# Juliaan Lodewijk van Nahuys
Jhr. Juliaan Lodewijk van Nahuys (Lonneker, 24 juli 1863 − Ommen, 4 februari 1906) was een Nederlands burgemeester.

## Biografie
Van Nahuys was een lid van het geslacht (Van) Nahuys en een zoon van burgemeester jhr. Willem Christiaan Theodoor van Nahuys (1820-1901) en jkvr. Jacoba Diderika Coenen (1828-1905), lid van de familie Coenen. Hij trouwde in 1892 met Henriette Jacqueline Ampt (1868-1948) met wie hij een zoon kreeg. Zijn vader werd bij Koninklijk Besluit van 24 oktober 1885 verheven in de Nederlandse adel waarmee hij en zijn nageslacht het predicaat jonkheer/jonkvrouw verkregen.
In 1892 werd Van Nahuys benoemd tot burgemeester van Hasselt (Overijssel) wat hij bleef tot 1900 toen hij benoemd werd tot burgemeester en secretaris van Stad en Ambt Ommen, net zoals zijn vader was geweest; hij bleef in functie tot zijn overlijden.